# Ammalo bipunctata
Ammalo bipunctata là một loài bướm đêm thuộc phân họ Arctiinae, họ Erebidae.